# Albumares
Albumares ist ein Fossil des Ediacariums, das zu den Trilobozoa gerechnet wird und  der Weißen-Meer-Gemeinschaft angehört.

## Etymologie
Der Gattungsname Albumares ist eine Verdrehung des lateinischen mare album mit der Bedeutung Weißes Meer (von mare, maris = „Meer“ und albus, alba, album = „weiß“). Das Binomen Albumares brunsae ehrt die russische Geologin Elisabeth P. Bruns, die zu Beginn des 20. Jahrhunderts bedeutende Arbeiten zur präkambrischen Stratigraphie des europäischen Russlands ausführte.

## Vorkommen
Die Typlokalität von Albumares brunsae ist die russische Verkhovka-Formation, die auf der Onega-Halbinsel entlang der Sjusma (Weißmeer-Region bei Archangelsk) ansteht. Ein angebliches Vorkommen im Rawnsley-Quarzit der Flinderskette in Südaustralien ist aber bisher noch nicht mit Abbildungen dokumentiert worden.

## Beschreibung
Fossilien von Albumares werden gewöhnlich als Negativabdrücke an der Basis von Sandsteinbänken konserviert.
Albumares ist von abgeflachter, kreisförmiger Gestalt mit drei Loben, die in etwa der Anordnung eines dreiblättrigen Kleeblatts ähneln. Der Durchmesser kann von 8 bis 15 Millimeter variieren. Die Oberfläche des Fossils wird von drei dendritisch-verzweigten Vertiefungen und drei hervorstehenden, ovalen Rücken bedeckt, welche vom Zentrum radial ausstrahlen. Die Loben sind ganz leicht zu Spiralen verdreht.

## Verwandtschaftliche Stellung
Albumares wurde ursprünglich von Michail Alexandrowitsch Fedonkin als freischwimmende Schirmqualle (Scyphozoa) interpretiert. Er deutete die verzweigten Vertiefungen des Fossils als Abdrücke von internen Radialkanälen, in den drei ovalen rückenartigen Erhebungen meinte er die Abdrücke von Mundlappen oder Gonaden zu erkennen.
Nach der Entdeckung des nahe verwandten Taxons Anfesta stellte Fedonkin die beiden Organismen aufgrund ihrer Ähnlichkeit mit Tribrachidium in die Trilobozoa, eine ausgestorbene Gruppe mit triradialer Symmetrie und mit Affinitäten zu  Hohltieren (Coelenterata). Trilobozoa ähneln aber nur oberflächlich Nesseltieren. Sie wurden anfangs als Klasse des Stamms Coelenterata angesehen, aber nach erfolgter Aufspaltung der Coelenterata in die beiden eigenständigen Stämme Cnidaria und Rippenquallen (Ctenophora) wurden die Trilobozoa schließlich ebenfalls zum Rang eines Stamms erhöht.

## Habitat
Neueste Forschungsarbeiten sehen in Albumares ein benthisches Weichkörpertier, das nicht mit seinem Substrat dauerhaft verbunden, sondern nur zeitweise an das Substrat aus Mikrobenmatten angeheftet war. Charakteristischerweise ist meist nur die Oberseite des Tiers als Abdruck fossil erhalten, Internstrukturen können aber gelegentlich identifiziert werden.
Die verzweigten Furchen auf der Oberseite des Fossils sind Abdrücke radialer, rinnenartiger Vertiefungen, wohingegen die drei Rücken im Zentralteil Ausbuchtungen von internen Körperhöhlen darstellen dürften. Diese Anordnung von Rinnen und Ausbuchtungen stand möglicherweise mit der Aufnahme und Verdauung von Nahrungspartikeln in Zusammenhang.